# كلاتة نظر (درميان)
کلاتة نظر (بالفارسية: کلاته نظر) هي مستوطنة تقع في إيران في خراسان الجنوبية. يقدر عدد سكانها بـ 117 نسمة بحسب إحصاء 2016.